# CCC Polsat Polkowice/Saison 2013
Dieser Artikel listet Erfolge und Fahrer des Radsportteams CCC Polsat Polkowice in der Saison 2013 auf.

## Erfolge in der UCI Europe Tour
In der Saison 2013 gelangen dem Team nachstehende Erfolge in der UCI Europe Tour.
| Datum        | Rennen                                 | Kat. | Sieger              |
| ------------ | -------------------------------------- | ---- | ------------------- |
| 3. Mai       | 1. Etappe Szlakiem Grodów Piastowskich | 2.1  | Davide Rebellin     |
| 5. Mai       | 4. Etappe Szlakiem Grodów Piastowskich | 2.1  | Davide Rebellin     |
| 1. Juni      | 3. Etappe Tour of Estonia              | 2.1  | Bartłomiej Matysiak |
| 12. Juli     | 1. Etappe Sibiu Cycling Tour           | 2.1  | Davide Rebellin     |
| 11.–14. Juli | Gesamtwertung Sibiu Cycling Tour       | 2.1  | Davide Rebellin     |
| 23. Juli     | 1. Etappe Dookoła Mazowsza             | 2.2  | Grzegorz Stępniak   |
| 26. Juli     | 5. Etappe Dookoła Mazowsza             | 2.2  | Grzegorz Stępniak   |
| 11. August   | Puchar Uzdrowisk Karpackich            | 1.2  | Adrian Honkisz      |
| 17. August   | Puchar Ministra Obrony Narodowej       | 1.2  | Bartłomiej Matysiak |

## Abgänge – Zugänge
| Zugänge         | Team 2012                    | Abgänge         | Team 2013                    |
| --------------- | ---------------------------- | --------------- | ---------------------------- |
| Jarosław Marycz | Team Saxo Bank-Tinkoff Bank  | Dariusz Batek   | Bank BGŻ                     |
| Jacek Morajko   | Vacansoleil-DCM              | Kamil Zieliński | Las Vegas Power Energy Drink |
| Adrian Kurek    | Utensilnord Named            | Rafał Ratajczyk | Unbekannt                    |
| Davide Rebellin | Meridiana Kamen Team         |                 |                              |
| Josef Černý     | Wibatech-LMGK Ziemia Brzeska |                 |                              |
| Mateusz Nowak   | Neoprofi                     |                 |                              |

## Mannschaft
| Name                  | Geburtstag         | Nationalität |
| --------------------- | ------------------ | ------------ |
| Josef Černý           | 11. Mai 1993       | Tschechien   |
| Paweł Charucki        | 14. Oktober 1988   | Polen        |
| Piotr Gawroński       | 25. März 1990      | Polen        |
| Adrian Honkisz        | 27. Februar 1988   | Polen        |
| Sylwester Janiszewski | 24. Januar 1988    | Polen        |
| Tomasz Kiendyś        | 23. Juni 1977      | Polen        |
| Adrian Kurek          | 29. März 1988      | Polen        |
| Jarosław Marycz       | 17. April 1987     | Polen        |
| Bartłomiej Matysiak   | 11. September 1984 | Polen        |
| Nikolaj Michajlow     | 8. April 1988      | Bulgarien    |
| Jacek Morajko         | 26. April 1981     | Polen        |
| Mateusz Nowak         | 15. Juli 1992      | Polen        |
| Łukasz Owsian         | 24. Februar 1990   | Polen        |
| Davide Rebellin       | 9. August 1971     | Italien      |
| Marek Rutkiewicz      | 8. Mai 1981        | Polen        |
| Grzegorz Stępniak     | 24. April 1989     | Polen        |
| Mateusz Taciak        | 19. Juni 1984      | Polen        |